# Misano Adriatico
Misano Adriatico (romanyol nyelven Misên) település Olaszországban, Emilia-Romagna régióban, Rimini megyében. Lakosainak száma 13 948 fő (2023. január 1.). Misano Adriatico Riccione, San Clemente, Cattolica, Coriano és San Giovanni in Marignano községekkel határos.

## Népesség
A település lakossága az elmúlt években az alábbi módon változott:
| Lakosok száma | 13 184 | 13 330 | 13 400 | 13 948 |
|               | 2017   | 2018   | 2019   | 2023   |